# Милорад Радовић
Милорад Радовић (Вршац, 1892 — Бела Црква, 13. јун 1934) био је свештеник, публицист, фотограф-аматер. 

## Биографија
Рођени је брат сликара Ивана Радовића.
У родном месту завршио основну школу а потом богословију у Сремским Карловцима. Од 1917. је капелан у белоцркванском православном храму, затим вероучитељ и професор српског језика у Државној великој гимназији у Белој Цркви.

### Уметнички рад
Уметничком фотографијом бавио се од 1920. Био је један од оснивача и први председник Фото клуба Бела Црква. Више пута је учествовао на разним изложбама фотографије, и неколико пута награђен. У часопису Југословенска фотографија, чији је оснивач и главни уредник, објавио је више написа и неколико својих награђиваних фотографија. Залагао се у својим текстовима за оснивање Савеза фотоаматерских организација Југославије, јер „ми имамо аматера, који и техником и уметничким укусом, разумевањем циљева и потреба уметничке фотографије, упућеношћу у естетску, физичку и хемијску страну фотографије, могу да се мере са најбољим аматерима Запада.“
Осим о фотографском часопису, Радовић је пропагирао фотографију и у листовима Војводина и Нова зора (Вршац), Народни гласник (Бела Црква), Застава (Нови Сад), залажући се за уједињавање фотографа.